# Les Piépons

Les Piépons est une série de bande dessinée franco-belge créée dans Spirou no 2708 par Sergio Aragonés.
Cette bande dessinée a la particularité d'être muette. 

## Synopsis
Cette bande dessinée raconte les aventures de pompiers pas très doués.

## Publication

### Album
- Édition Dupuis :

1. Tout feu tour flammes (1991)

2. Feu à volonté (1992)

### Pré-publication
La série a été publiée dans Spirou entre 1990 et 1992.